# Listă de conducători de stat din 1057
1053 - 1054 - 1055 - 1056 - 1057 - 1058 - 1059 - 1060 - 1061
Aceasta este o listă a conducătorilor de stat din anul 1057:

## Europa
- Amalfi: Ioan al II-lea (duce, 1029-1034, 1038-1039, 1052-1069)
- Anglia: Eduard Confesorul (rege din dinastia Saxonă, 1042-1066)
- Anjou: Geoffroi al II-lea Ciocanul (conte, 1040-1060)
- Apulia și Calabria: Umfredo (conte din dinastia normandă de Hauteville, 1051-1057) și Robert Guiscard (conte din dinastia normandă de Hauteville, 1057-1059; apoi, duce, 1059-1085; ulterior, principe de Benevento, 1078-1081)
- Aquitania: Guillaume al VII-lea cel Îndrăzneț (duce, 1040-1058)
- Aragon: Ramiro I (rege, 1035-1063)
- Armenia, statul Kars: Gaghik-Abbas (rege din dinastia Bagratizilor, 1029-1064/1065)
- Armenia, statul Lori: Kvirike I (rege din dinastia Bagratizilor, 1048/1049-1089/1091)
- Armenia, statul Siunik: Grigore al V-lea (rege din dinastia Bagratizilor, ?-c. 1091) (?)
- Austria: Ernst (margraf din dinastia Babenberg, 1055-1075)
- Aversa: Richard (conte din dinastia normandă Drengot, 1049-1078: ulterior, principe de Capua, 1058-1078)
- Bavaria: Henric al VIII-lea (duce din dinastia de Franconia-Saliană, 1055-1061; ulterior, rege al Germaniei, 1056-1105; ulterior, împărat al Sfântului Imperiu Roman, 1084-1105)
- Benevento: Pandulf al III-lea (principe, 1033-1050, 1054-1059; anterior, co-principe, 1012-1033), Landulf al VI-lea (co-principe, 1038-1050, 1054-1077) și Pandulf al IV-lea (principe, 1056-1074)
- Bizanț: Mihail al VI-lea Stratioticul (împărat, 1056-1057) și Isac I (împărat din dinastia Comnenilor, 1057-1059)
- Brabant: Lambert al II-lea (conte, c. 1041-c. 1063)
- Brandenburg: Lothar Udo I von Stade (margraf, 1056-1057) și Udo al II-lea (margraf, 1057-1082)
- Bretagne: Conan al II-lea (duce, 1040-1066)
- Burgundia: Robert I cel Bătrân (duce din dinastia Capețiană, 1032-1076)
- Capua: Pandulf al VI-lea (principe, 1050-1057; anterior, duce de Gaeta, 1032-1038) și Landulf al VIII-lea (principe, 1057-1058)
- Castilia: Ferdinand I cel Mare (conte, 1035-1065; rege, din 1035; ulterior, rege al Leonului, 1037-1065)
- Cehia: Spytihnev al II-lea (cneaz din dinastia Premyslid, 1055-1061)
- Champagne: Eudes al II-lea (conte din casa de Blois-Champage, 1047/1048-1063)
- Croația: Ștefan I (rege din dinastia Trpimirovic, c. 1030-1058)
- Danemarca: Svend al II-lea Estridsson (rege din dinastia Estridsson, 1047-1074 sau 1076)
- Flandra: Balduin al V-lea de Lille (conte din dinastia lui Balduin, 1035-1067)
- Franța: Henric I (rege din dinastia Capețiană, 1031-1060; anterior, duce de Burgundia, 1015-1031)
- Gaeta: Atenulf I (duce, 1045-1062; anterior, conte de Aquino)
- Germania: Henric al IV-lea (rege din dinastia Saliană, 1056-1105; anterior, duce de Bavaria, 1055-1061; ulterior, împărat al Sfântului Imperiu Roman, 1084-1105)
- Gruzia: Bagrat al IV-lea (rege din dinastia Bagratizilor, 1027-1072)
- Gruzia, statul Kakhetia: Gaghik de Lori (rege din dinastia Bagratizilor, 1029-1058)
- Hainaut: Richilde (contesă, înainte de 1051-1070, 1071-c. 1076) și Balduin I (1051-1070; ulterior, conte de Flandra, 1067-1070)
- Italia: Argyrus (catepan bizantin, 1050-1058)
- Kiev: Iziaslav I Iaroslavici (mare cneaz din dinastia Rurikizilor, 1054-1068, 1069-1073, 1077-1078)
- Leon: Ferdinand I cel Mare (1037-1065; totodată, rege al Castiliei, 1035-1065)
- Lorena Inferioară: Frederic (duce din dinastia de Luxemburg, 1046-1065)
- Lorena Superioară: Gerard (duce din casa Lorena-Alsacia, 1048-1070)
- Luxemburg: Gilbert (Giselbert) (conte, 1019-înainte de 1059)
- Montferrat: Oddone al II-lea (margraf din casa lui Aleramo, c. 1045-1084)
- Muntenegru, statul Zeta: Mihail Vojislav (principe, c. 1050-1081)
- Navarra: Sancho Garces al IV-lea de Penalen (rege, 1054-1076)
- Neapole: Sergius al V-lea (sau al VI-lea) (duce, c. 1053-c. 1090)
- Normandia: Guillaume al II-lea Bastardul sau Cuceritorul (duce, 1035-1087; ulterior, rege al Angliei, 1066-1087)
- Norvegia: Harald al III-lea Sigurdsson Hardraade (rege, 1047-1066)
- Olanda: Floris I (conte, 1049-1061)
- Polonia: Cazimir I Restauratorul (cneaz din dinastia Piasti, 1034-1058)
- Salerno: Gisulf al II-lea (principe, 1052-1077; ulterior, duce de Amalfi, 1088-1089)
- Savoia: Odon (conte, c. 1051-c. 1057) și Petru I (conte, c. 1057-1078)
- Saxonia: Bernhard al II-lea (duce din dinastia Billungilor, 1011-1059)
- Scoția: Macbeth (rege, 1040-1057) și Lulach (rege, 1057-1058)
- Spoleto: Matilda (ducesă, 1057-1082, 1086-1093; totodată, margrafină de Toscana, 1052-1115) și Godefroy cel Bărbos (duce, 1053-1055, 1057-1069; totodată, regent de Toscana, 1053-1069; ulterior, duce de Lotharingia Inferioară, 1065-1069; anterior, conte de Verdun; anterior, margraf de Anvers)
- Statul papal: Victor al II-lea (papă, 1055-1057) și Ștefan al IX-lea (sau al X-lea) (papă, 1057-1058)
- Suedia: Emund cel Bătrân (?-?) (?)
- Torino: Adelaida de Susa (margrafă din familia Arduinicilor, 1034-1091) și Otto de Savoia (margraf, 1046-1060; ulterior, conte de Savoia, 1051/1056-1060)
- Toscana: Matilda (margrafină din Casa de Canossa, 1052-1115; ulterior, ducesă de Spoleto, 1057-1082, 1086-1093) și Godefroy cel Bărbos (regent, 1053-1069; totodată, duce de Spoleto, 1053-1055, 1057-1069; ulterior, duce de Lotharingia Inferioară, 1065-1069; anterior, conte de Verdun; anterior, margraf de Anvers)
- Toulouse: Pons (conte, 1037-1060/1061)
- Ungaria: Andrei I (rege din dinastia Arpadiană, 1046-1060)
- Veneția: Domenico Contarini (doge, 1043-1070)
- Verona: Conrad al III-lea (margraf din dinastia Ezzonizilor, 1056-1061; totodată, duce de Carintia, 1056-1061)

## Africa
- Almoravizii: Iahia ibn Umar (conducător din dinastia Almoravizilor, ?-1056/1057) și Abu Bakr ibn Umar (conducător din dinastia Almoravizilor, 1056/1057-1087/1088)
- Fatimizii: al-Mustansir bi-llah (Abu Tamim Maadd ibn az-Zahir) (calif din dinastia Fatimizilor, 1036-1094)
- Hammadizii: Buluggin ibn Muhammad ibn Hammad (emir din dinastia Hammadizilor, 1055-1062)
- Kanem-Bornu: Arkei (sultan, c. 1035-c. 1077)
- Zirizii: Șaraf ad-Daula al-Muizz ibn Badis (emir din dinastia Zirizilor, 1016-1061)

## Asia

### Orientul Apropiat
- Bizanț: Mihail al VI-lea Stratioticul (împărat, 1056-1057) și Isac I (împărat din dinastia Comnenilor, 1057-1059)
- Buizii din Fars: Abu Mansur Fulad-Sutun ibn Abu Kalidjar (emir din dinastia Buizilor, 1055/1056-1062)
- Califatul abbasid: Abu Djafar Abdallah al-Kaim ibn al-Kadir (calif din dinastia Abbasizilor, 1031-1075)
- Fatimizii: al-Mustansir bi-llah (Abu Tamim Maadd ibn az-Zahir) (calif din dinastia Fatimizilor, 1036-1094)
- Ghaznavizii: Djamal ad-Daula Farrukhzad ibn Masud (I) (emir din dinastia Ghaznavizilor, 1052-1059)
- Ghurizii: Șis ibn Muhammad (sultan din dinastia Ghurizilor, ?-?) (?) și Abbas ibn Șis (sultan din dinastia Ghurizilor, ?-?) (?)
- Selgiucizii: Rukn ad-Din Abu Talib Muhammad Toghrul I Beg ibn Mikal ibn Selgiuk (mare sultan din dinastia Selgiucizilor, 1037/1038-1063)
- Selgiucizii din Kerman: Imad ad-Din Kara-Arslan Kavurd ibn Daud (sultan din dinastia Selgiucizilor, 1041-1073)

### Orientul Îndepărtat
- Birmania, statul Arakan: Ponnaka (rege din prima dinastie de Pyinsa, 1054-1058)
- Birmania, statul Pagan: Anawrahta (rege din dinastia Constructorilor de temple, 1044-1077)
- Cambodgea, Imperiul Kambujadesa (Angkor): Udayadityavarman al II-lea (împărat, 1049/1050-1066)
- Cambodgea, statul Tjampa: Jaya Paramesvaravarman I (rege din cea de a opta dinastie, 1044-după 1061)
- China: Renzong (împărat din dinastia Song de nord, 1023-1063)
- China, Imperiul Qidan Liao: Daozong (împărat, 1055-1101)
- China, Imperiul Xia de vest: Yizong (împărat, 1049-1067)
- Coreea, statul Koryo: Munjong (Wang Hwi) (rege din dinastia Wang, 1047-1083)
- Ghaznavizii: Djamal ad-Daula Farrukhzad ibn Masud (I) (emir din dinastia Ghaznavizilor, 1052-1059)
- Ghurizii: Șis ibn Muhammad (sultan din dinastia Ghurizilor, ?-?) (?) și Abbas ibn Șis (sultan din dinastia Ghurizilor, ?-?) (?)
- India, statul Chalukya apuseană: Someșvara I (rege, 1042-1068)
- India, statul Chalukya răsăriteană: Rajaraja Narendra (rege, 1019-1061)
- India, statul Chola: Rajendra al II-lea (rege, 1052-1064)
- India, statul Hoysala: Vinayaditya al II-lea (rege, 1047-1098)
- Japonia: Go-Reizei (împărat, 1045-1068)
- Kashmir: Ananta (rege din dinastia Lohara, 1029-1064)
- Nepal: Jayadeva (rege din dinastia Thakuri, c. 1041-1061) și Balavantadeva (rege din dinastia Thakuri, c. 1050-1062)
- Sri Lanka: Lokkisara I (Loka) (rege din dinastia Silakala, 1051/1053-1057/1059) și Kașyapa al VII-lea (rege din dinastia Silakala, 1057/1059)
- Vietnam, statul Dai Co Viet: Ly Thanh-tong (rege din dinastia Ly târzie, 1054-1072)

## America
- Toltecii: Huemac (conducător, 1047-1122)